# Conops insignis
Conops insignis är en tvåvingeart som beskrevs av Friedrich Hermann Loew 1848. Conops insignis ingår i släktet Conops och familjen stekelflugor. Inga underarter finns listade i Catalogue of Life.